# Acacia beauverdiana
Acacia beauverdiana — вид квіткових рослин з родини бобових. Ареал: Австралія (Західна Австралія).

## Екологія
Населяє піщані рівнини, латеритні підвищення та пагорби; Жовтий пісок, гравійний латеритний пісок або суглинок. 

## Морфологічний опис
Це багаторічне дерево чи кущ заввишки від 1 до 8 метрів з кількома стеблами. Має жовті квітки і цвіте з липня по жовтень.

## Використання аборигенами
Народ Нунгар на південному заході Західної Австралії палив верхні невеликі гілки та мішав попіл з рівними частинами пітурі (Duboisia hopwoodii), щоб полегшити інтенсивний біль, наприклад зубний.